# جاكي بارنز
جاكي بارنز (بالإنجليزية: Jackie Barnes)‏ هو مغني أسترالي، ولد في 4 فبراير 1986.

## وصلات خارجية
- الموقع الرسمي
- جاكي بارنز على موقع ميوزك برينز (الإنجليزية)